# Blindstich

Herstellung eines Blindstichs (Querschnitt und Aufsicht): (1) Nähen und (2) Wenden

Ein Blindstich ist eine beim Pikieren oder am Saum eingesetzte Naht. Der Stich ist auf der Außenseite des Nähgutes nicht oder fast nicht sichtbar. Er kann von Hand, insbesondere in der Maßschneiderei oder ‑kürschnerei, oder mit der Blindstichmaschine ausgeführt werden. Eine mit Blindstich genähte Stoffkante wird als Blindsaum bezeichnet.
Das wesentliche Merkmal des Blindstiches ist, dass, anders als bei sonstigen Nähten, nur die Rückseite des Stoffes durchstochen wird (siehe (1) in Zeichnung). Die Naht ist hier eine gerade Steppnaht mit regelmäßigen Zick-Zack-Stichen. Der elastische Blindstich ist hingegen eine Zick-Zick-Naht mit regelmäßigen großen Zick-Zack-Stichen.
Beim Handnähen wird auch der Saumstich oft als „Blindstich“ bezeichnet.

## Maschineller Blindstich an Säumen
Für die Naht wird ein spezieller Nähfuß benötigt, der über ein integriertes erhabenes Metallstück verfügt, das etwas Spiel im Faden zulässt und genügend Platz für eine akkurate und gleichmäßige Drehung des Stoffes schafft. An der verstellbaren Schiene des Blindstichfußes lässt sich die Bruchkante des Stoffes beim Nähen bündig ausrichten. Es gibt auch Varianten mit einer mittigen Metallführung, bei der die Nadelposition verändert werden muss.
Beim Saum wird sie so gelegt, dass der ausgreifende Zick-Zack-Stich genau durch die Bruchkante des Stoffes trifft. Nach dem Wenden des Stoffes (siehe (2) in Zeichnung) sind die Blindstiche somit nur punktuell sichtbar. Bei dickeren Stoffen kann der Blindstich ohne Durchstechen der Materialaußenseite hergestellt werden, indem der Stich möglichst nah an der Bruchkante geführt wird. Dies ist insbesondere bei wasserdichten Materialien wie Neopren nützlich.

1. Falzen (linke Seite oben), 2. Flach bügeln, 3. Blindstich nähen, 4. Falz glätten, 5. Wenden (rechte Seite oben)
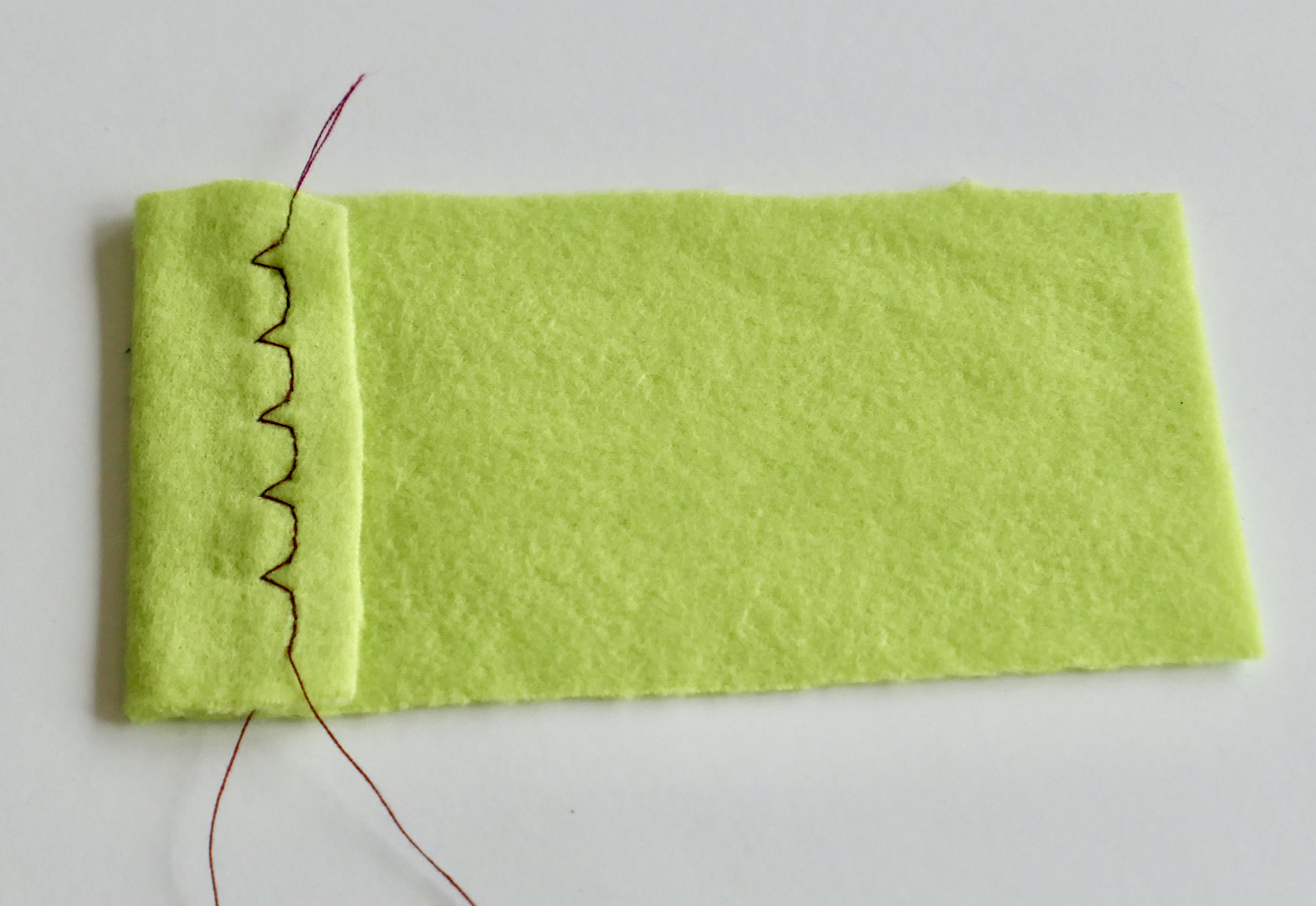
Linke Seite des Blindstichs
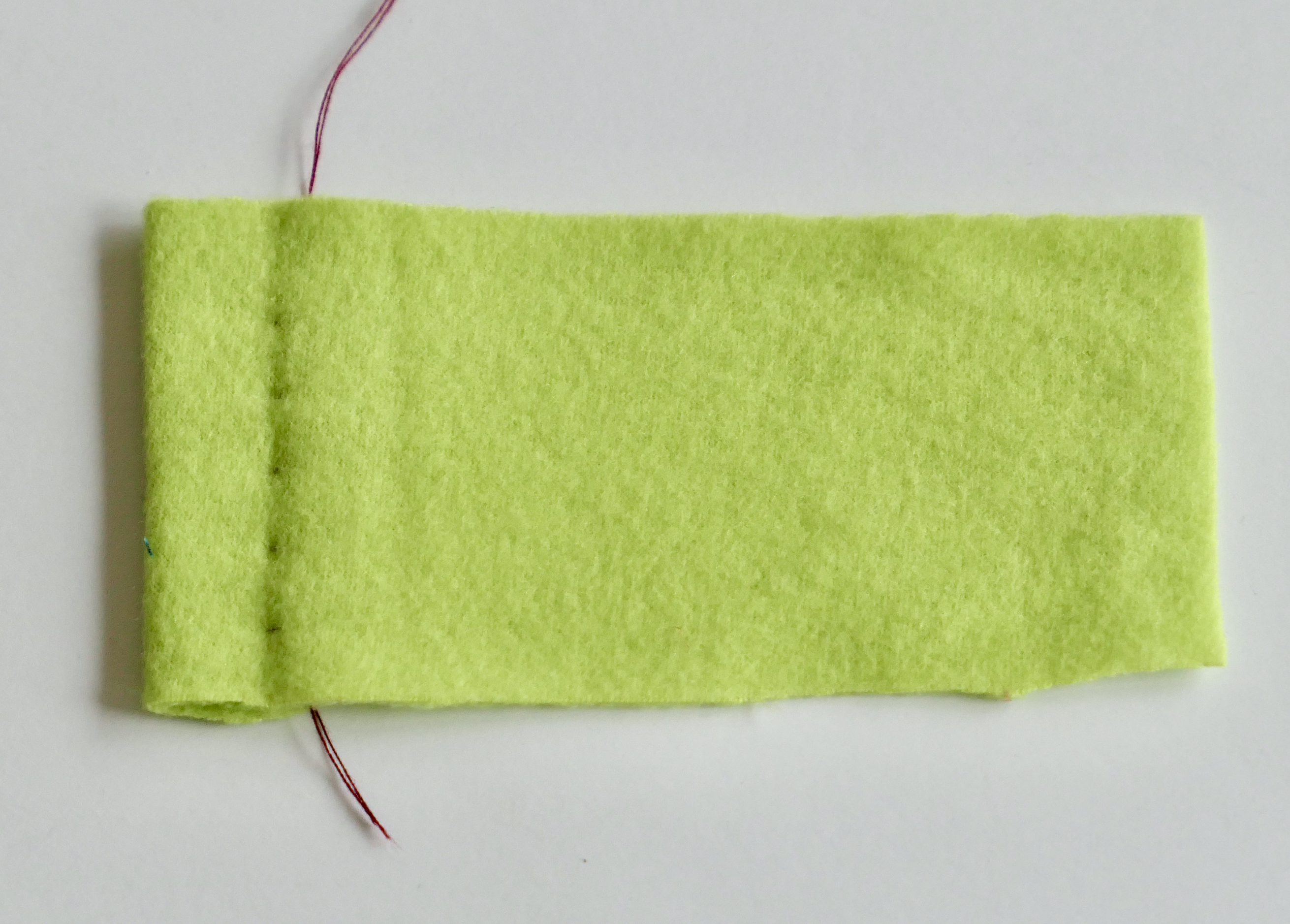
Rechte Seite des Blindstichs

Im industriellen Einsatz wird die Naht von computergesteuerten Einzweckmaschinen mit einer gebogenen Nadel ausgeführt, deren schlanke Spitze an der Außenseite des Bogens angeordnet sein muss; eine Nadel mit Kugelspitze könnte die Fäden nicht anstechen. Die Bogennadel durchsticht den Stoff nur bis zu einer vordefinierten Tiefe und kommt an der Oberseite wieder hervor, wobei sie mit dem Nähfaden eine Schlinge bildet, die von einem Greifer aufgenommen und ausgeweitet wird, während die Stofflagen weitertransportiert werden.